# عبد الله الزبير
عبد الله الزبير (بالفرنسية: Abdellah Zoubir)‏ (ولد في 5 ديسمبر 1991) هو لاعب كرة قدم مغربي-فرنسي محترف. يلعب كوسط ميدان مهاجم لصالح نادي لانس.

## روابط خارجية
- عبد الله الزبير على موقع الاتحاد الأوربي (الإنجليزية)
- عبد الله الزبير على موقع قاعدة بيانات كرة القدم.إي يو (الإنجليزية)
- عبد الله الزبير على موقع ليكيب (الفرنسية)
- عبد الله الزبير على موقع Soccerbase.com (لاعب) (الإنجليزية)
- عبد الله الزبير على موقع Soccerway.com (الإنجليزية)